# 英国地质调查局
英国地质调查局（英語：British Geological Survey，BGS）是一个部分由国家赞助的组织，旨在透过有系统性的测量、监测和研究，提升英国陆地及其大陆架的地质科学研究。
英国地质调查局总部位于英国英格兰诺丁汉郡的基沃思，其它中心位于爱丁堡、瓦靈福德、加的夫和伦敦。英国地质调查局的座右铭是: 通往地球的大门（英語：Gateway to the Earth）。

## 历史
英国地质调查局建于1835年，是亨利·德拉贝切领导下的地形测量局。这是世界上第一家国家地质调查局。它多年来一直是地形测量局的一个分支。1965年，它与地质博物馆及海外地质调查局合并，名为“地质科学研究所”（英語：Institute of Geological Sciences）。1984年1月1日，该研究所被重新命名为英国地质调查局，这个名字至今仍在使用。

## 职能
英国地质调查局最初的目的在于支持产业革命，主要任务是进行系统的地质填图，以查明矿产资源的分布。为了适应社会面临的问题性质的变化，英国地质调查局更加强调了环境、自然资源和灾害的管理。英国地质调查局是英国自然环境研究委员会的一个组成部分，该理事会是联合王国在环境科学和国际项目中进行基础、战略和应用研究与监测的主要机构。
地质测量系统的核心产出包括地质、地球物理、地球化学和水文地质、说明和相关的数字数据库。地质调查局的科学家绘制了第一份非洲地下水储量的综合地图。下一个十年的关键战略目标之一是完成从二维制图向三维建模文化的过渡。英国地质调查局的年度预算为5700万英镑，其中大约一半来自政府的科学预算，其余部分来自公共和私营部门的委托研究。